# Első thorni béke

Heinrich von Plauen békeokirata

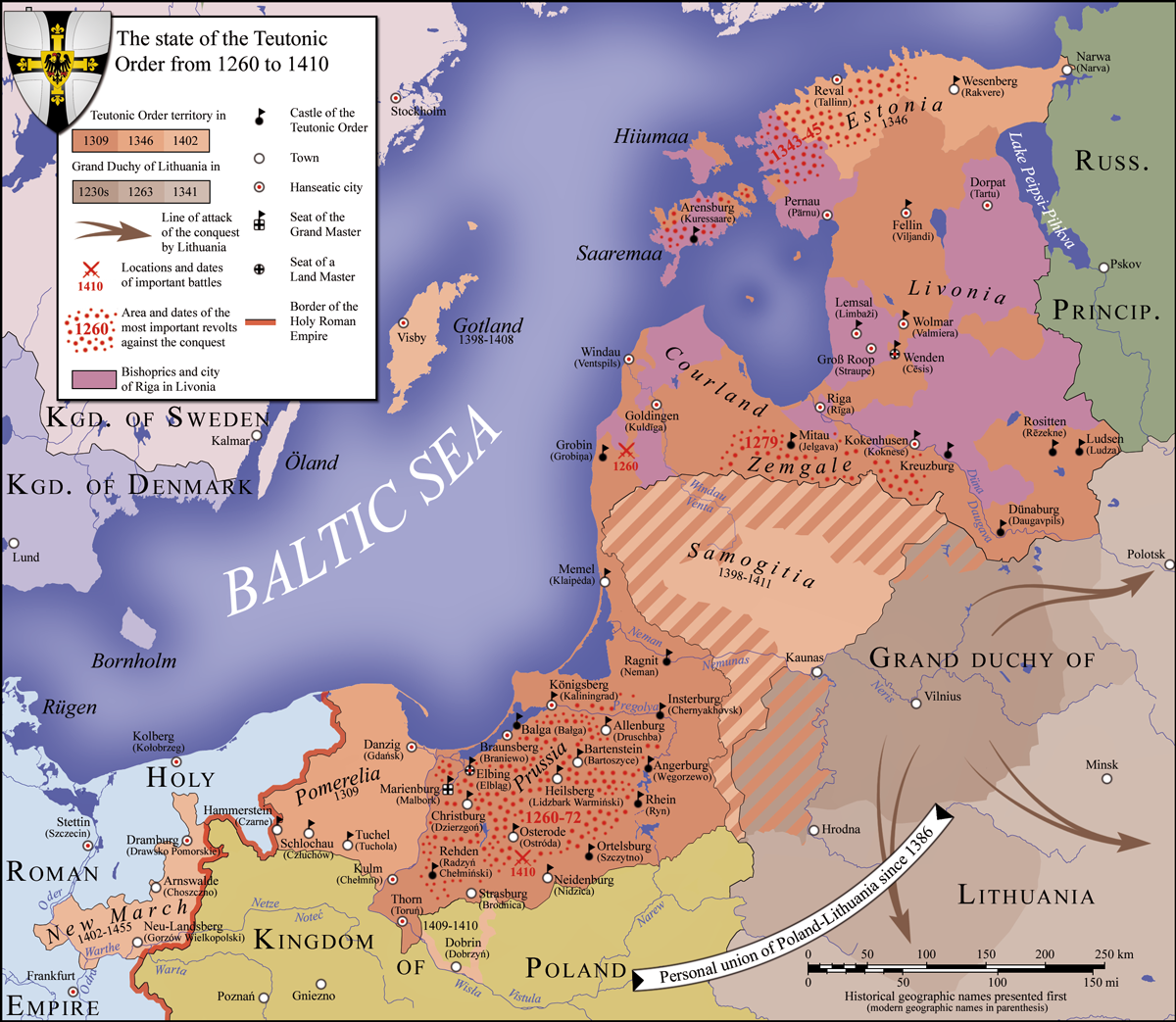
Német Lovagrend 1410-ben

Első thorni béke: 1411. február 1-jén a thorni várban aláírt békeszerződés mely a Lengyelország-Litvánia és a Teuton Lovagrend közti Nagy háborút (1409-11) zárta le.
A békében a lovagrend lemondott Dobrzyńról a lengyel király és Szamogitáról (Nyugat-Litvánia) a litván uralkodó javára, utóbbit még 1404-ben hódította meg. Danzig (Gdańsk), mely ekkor több mint száz éve a teuton lovagok birtokában volt, nem jutott vissza a lengyel koronához.
A csekély területi veszteség ellenére a lovagrendnek a háború során megsemmisült potenciális katonai ereje és ezzel párhuzamosan rövidesen elvesztette gazdasági és politikai státuszát a térségben.
Négy katasztrofális reváns kísérletet követően (1414, 1422, 1431-32, 1435), még két békeszerződés született, melyek azonban az 1411-től fennálló status quot erősítették meg. 
A lovagrend uralmának véglegesen a Tizenhárom éves háború (1454-66) vet majd véget.

## Lásd még
- Második thorni béke